# 범죄와의 전쟁 (1988년 영화)
《범죄와의 전쟁》(영어: Colors)은 미국에서 제작된 데니스 호퍼 감독의 1988년 경찰 액션 범죄 드라마 영화이다. 숀 펜, 로버트 듀발 등이 출연하였고, 로버트 H. 솔로 등이 제작에 참여하였다.

## 출연진
- 숀 펜 - 대니 “팩맨” 맥개빈 경관 역
- 로버트 듀발 - 밥 호지스 경관 역
- 마리아 콘치타 알론소 - 루이자 고메즈 역
- 랜디 브룩스 - 론 딜레이니 역
- 돈 치들 - “로켓” 역
- 글렌 플러머 - 클래런스 “하이 톱” 브라운 역
- 트리니대드 실바 - 리오 “프로그” 로페즈 역
- 그랜드 L. 부시 - 래리 “루니 튠스” 실베스터 역
- 데이먼 웨이언스 - “티본” 역
- 헤라르도 메히아 - “버드” 역
- 토니 토드 - 베트남 전쟁 참전 용사 역
- 찰스 워커 - 리드 역
- 코트니 게인스 - “화이티” 역
- 마리오 로페즈 - 21번가 갱단원 역
- 사이 리처드슨 - 베일리 OSS 경사 역
- 루디 라모스 - 멀린더즈 경위 역
- 클라크 존슨 - 리 경관 역
- 잭 낸스 - 새뮤얼스 경관 역

## 기타 제작진
- 공동 제작: 폴 루이스
- 배역: 로런 로이드
- 미술: 론 포먼
- 음향: 랜디 톰